# Puebla (miasto)

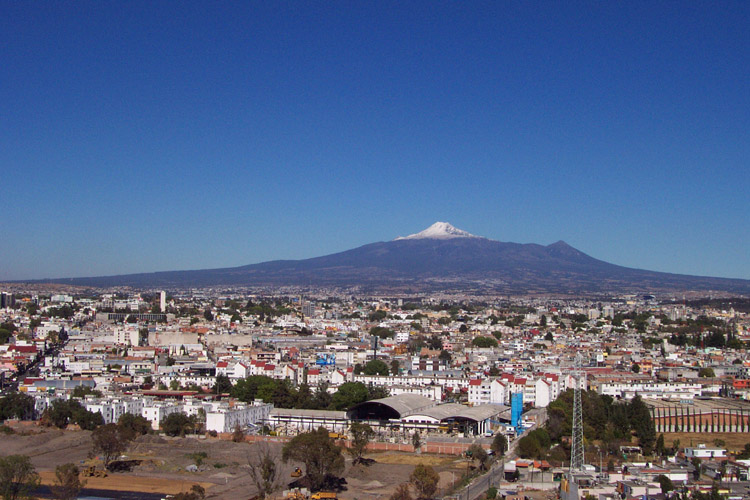
Widok na miasto, w tle wulkan La Malinche

Puebla – miasto w środkowym Meksyku, w Kordylierze Wulkanicznej, na wysokości 2195 metrów, będące stolicą stanu Puebla.

## Historia
Puebla zostało założone w 1531 roku przez arcybiskupa Santo Domingo Toribio Benavente jako Puebla de los Ángeles (Miasto Aniołów - według legendy zstąpili oni z niebios aby wyznaczyć kształt miasta). W 1832 roku przejściowo stolica Republiki Meksyku. W 1847 roku zajęte przez wojska amerykańskie. W 1862 roku w bitwie pod miastem wojska generała I. Zaragozy pokonały Francuzów. W latach 1863–1867 okupowane przez Francuzów. Rozwój gospodarczy i rozbudowa na przełomie XIX i XX wieku.
W 1987 roku historyczne centrum Puebli zostało wpisane na listę światowego dziedzictwa UNESCO.

## Zabytki i osobliwości
- katedra (XVI-XVIII w., zasadniczy zrąb budowli powstał w latach 1550-1640), z najwyższą dzwonnicą w Meksyku (69 m); we wnętrzu ołtarz główny z szarego onyksu pueblańskiego oraz malowidła autorstwa Miquela Cabrery i José Ibarry,
- kościół San Francisco,
- kościół Santo Domingo o fasadzie z szarozielonego onyksu z purpurowymi tynkami, z kaplicą Rosario (1650-1690), która jest wybitnym zabytkiem barokowej sztuki ornamentalnej,
- klasztor Santa Monica (Muzeum Sztuki Sakralnej),
- domy i pałace (XVII-XVIII w.), w tym wiele zdobionych barwnymi płytkami ceramicznymi,
- ratusz (XIX w.),
- twierdza Loreto - muzeum historii walk o niepodległość i rewolucji meksykańskiej,
- park miejski z modernistyczną halą widowiskową krytą kulistą czaszą, pokrytą blachą miedzianą[1].

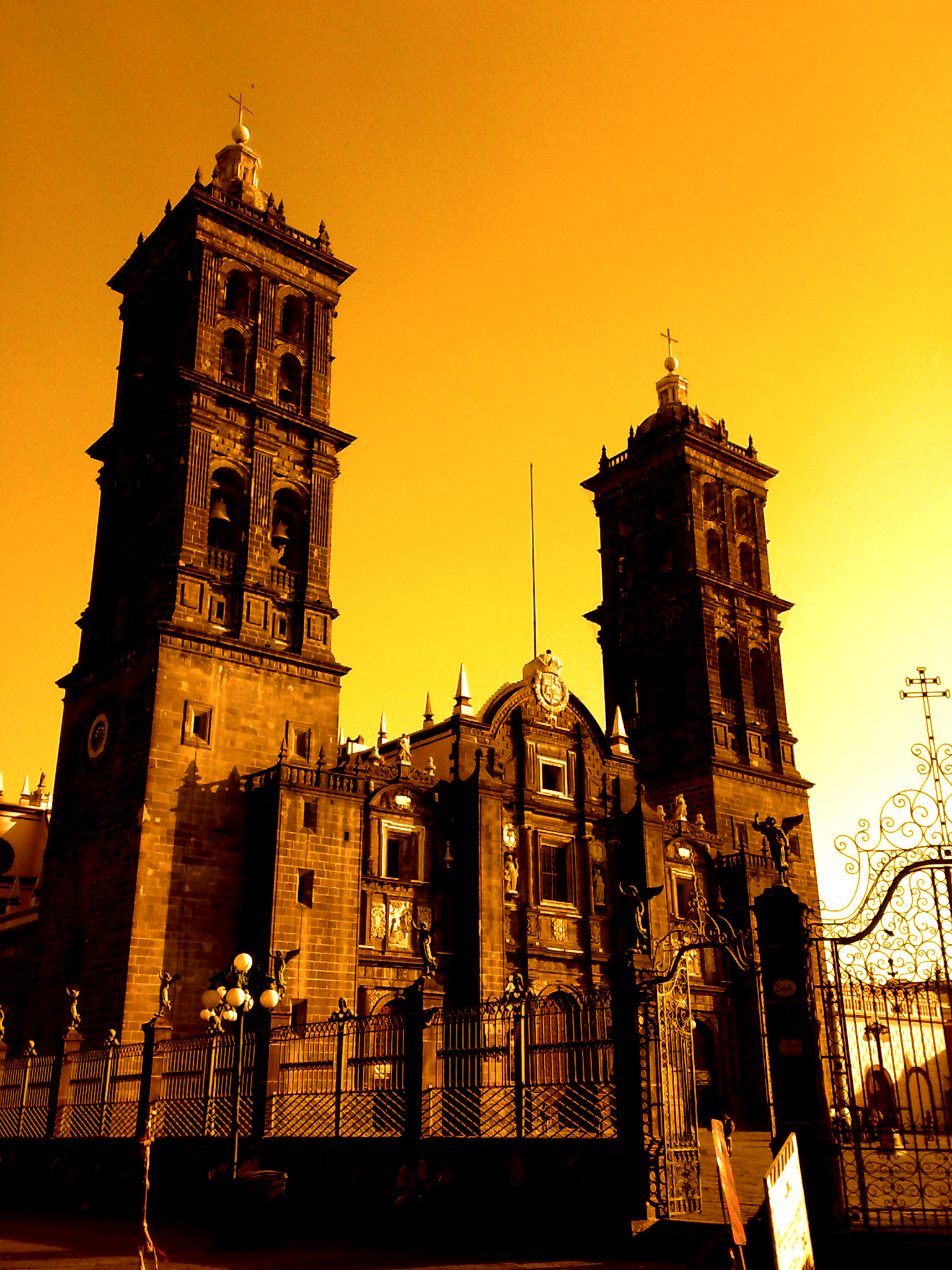
Katedra
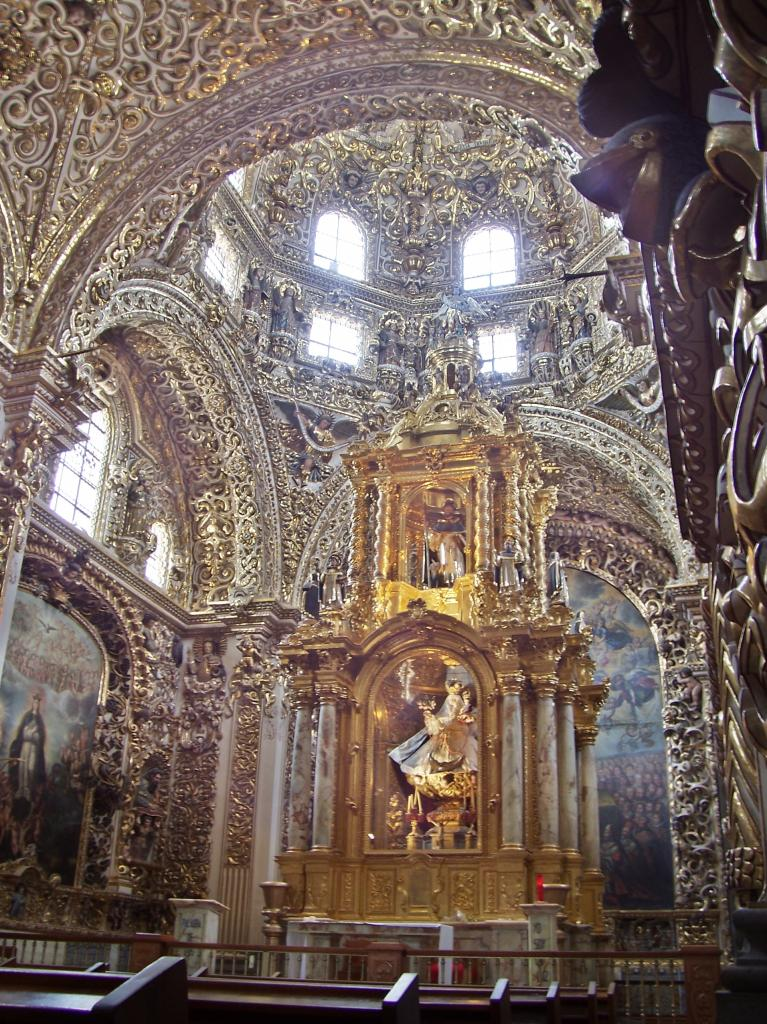
Kaplica Rosario
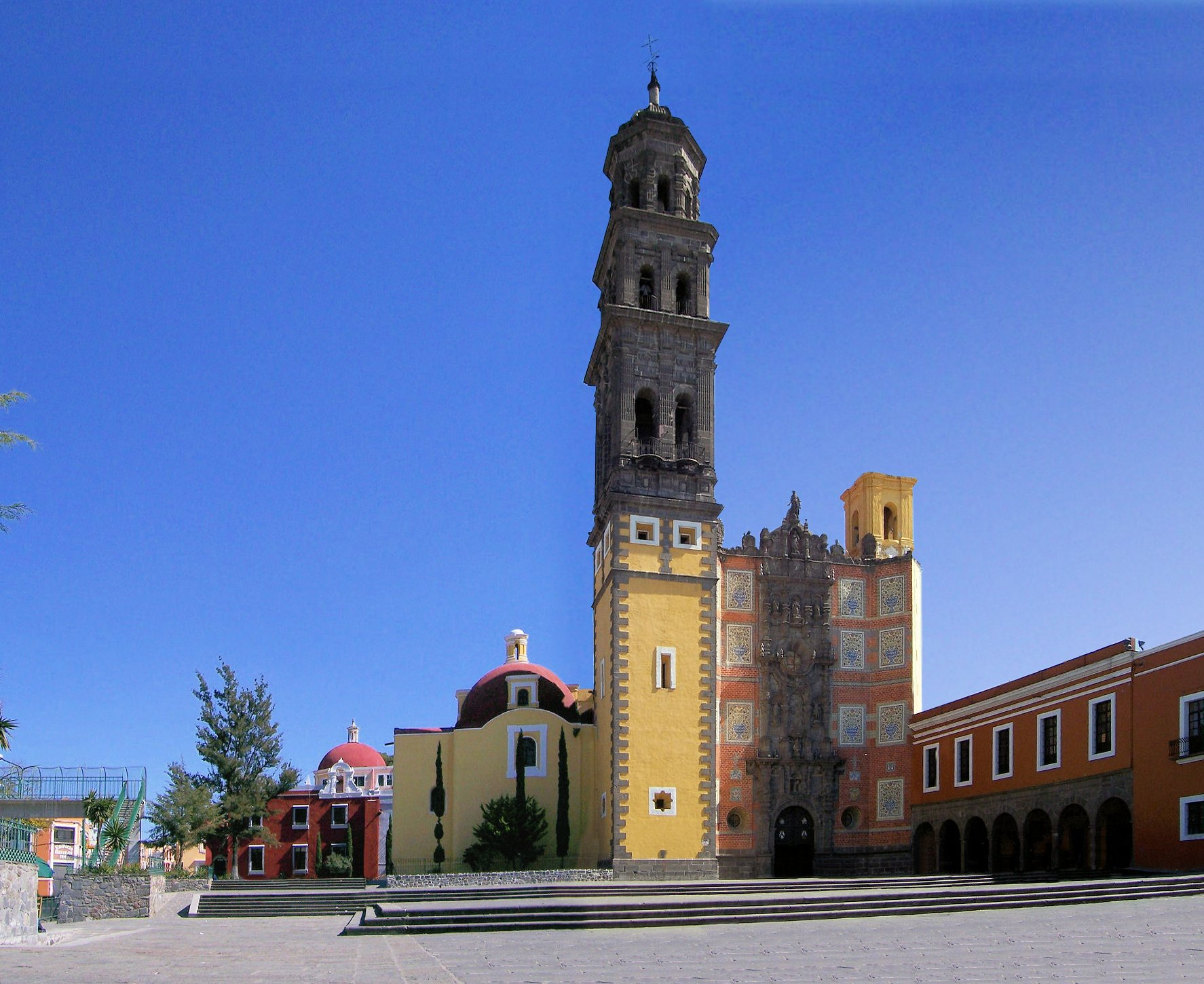
Kościół San Francisco

## Gospodarka
Puebla jest ważnym ośrodkiem przemysłowym i kulturalnym kraju. Rozwinięty przemysł środków transportu (produkcja samochodów), maszynowy, metalowy (w tym huta żelaza), materiałów budowlanych, ceramiczny, szklarski, włókienniczy, skórzany i spożywczy. Ośrodek handlu i rzemiosła. Miasto to również ważny węzeł kolejowy i drogowy wraz z portem lotniczym. Znany ośrodek turystyczny.
W Puebli znajduje się też tor na którym regularnie odbywają się zawody WTCC.

## Miasta partnerskie
- Oklahoma City, USA
- Pueblo, USA
- Łódź, Polska
- Xalapa-Enríquez, Meksyk
- Cancún, Meksyk
- Asunción, Paragwaj
- Rodos, Grecja
- Talavera de la Reina, Hiszpania
- Wolfsburg, Niemcy
- Fez, Maroko